# Malaysian Idol
Malaysian Idol är den malaysiska versionen av TV-programmet Idols. Två säsonger av programmet hölls åren 2004 och 2005.

## Vinnare
- Säsong 1: Jaclyn Victor
- Säsong 2: Daniel Lee Chee Hun